# Mimosa ixiamensis
Mimosa ixiamensis är en ärtväxtart som beskrevs av Henry Hurd Rusby. Mimosa ixiamensis ingår i släktet mimosor, och familjen ärtväxter. Inga underarter finns listade i Catalogue of Life.